# Pinarello
Pinarello er en italiensk cykelproducent, grundlagt i 1952 af cykelrytter Giovanni Pinarello i Treviso. De mest fremtrædende produkter er håndlavede cykler til cykelcross, landevejs- og banecykling.
Siden 1988 har virksomhedens cykler blandt andet hjulpet til syv rytteres 13 sejre i Tour de France, med Chris Froomes sejr i 2016-udgaven som den seneste. Timerekorden blev i 2015 slået af Sir Bradley Wiggins, på en specialbygget Pinarello-banecykel. 

## Sponsorater og sejre
Pinarello har sponseret professionelle cykelhold og ryttere siden 1960. Disse er blandt andet Team Telekom, Banesto, Caisse d'Epargne, Fassa Bortolo, Team Sky, Team Movistar og British Cycling.
Sommer-OL
Sommer-OL 1984 - landevejscykling, Alexi Grewal
Sommer-OL 2000 landevejscykling, Jan Ullrich
Tour de France - samlet vinder
Pedro Delgado (1988)
Miguel Indurain (1991–1995)
Bjarne Riis (1996)
Jan Ullrich (1997)
Óscar Pereiro (2006)
Bradley Wiggins (2012)
Chris Froome (2013, 2015, 2016)
Tour de France - grønne pointtrøje
Erik Zabel (1996–2001)
Vuelta a España - samlet vinder
Jan Ullrich (1999)
Andre notable sejre
Milano-Sanremo (2005), Alessandro Petacchi